# Les Bons Villers
Les Bons Villers (wallonisch Les Bons Viyés) ist eine Gemeinde in der Provinz Hennegau im wallonischen Teil Belgiens.
Die Gemeinde besteht aus den Ortschaften Frasnes-lez-Gosselies, Mellet, Rèves, Villers-Perwin und Wayaux.
Partnergemeinde ist die Stadt Escaudain in Frankreich.